# 奥拉维·莱穆维尔塔
奥拉维·莱穆维尔塔（芬蘭語：Olavi Leimuvirta，1935年11月26日—），芬兰男子竞技体操运动员。他曾获得1956年夏季奥运会体操比赛男子团体全能铜牌。他也参加了1960年夏季奥运会。